# Michał Szablowski
Michał Szablowski (ur. 8 lipca 1988) – polski kompozytor muzyki filmowej.

## Dorobek artystyczny
Kompozytor muzyki do:
- 2016
  - "Za Niebieskimi Drzwiami" (reż. Mariusz Palej, prod. TFP, koprodukcja POLSAT, PISF, dystrybutor Mówi serwis)
  - "Kolekcja Sukienek" (reż. Marzena Więcek, prod. Akademia Twórczych Poszukiwań, dystrybutor Alter Ego Pictures)
- 2015
  - "Party girl" (reż. Roma Zachemba)